# Islandia en los Juegos Paralímpicos de Nueva York y Stoke Mandeville 1984
Islandia estuvo representada en los Juegos Paralímpicos de Nueva York y Stoke Mandeville 1984 por trece deportistas, ocho hombres y cinco mujeres.

## Medallistas
El equipo paralímpico islandés obtuvo las siguientes medallas:
| Nombre              | Deporte       | Evento                     |
| ------------------- | ------------- | -------------------------- |
| Oro                 |               |                            |
| —                   |               |                            |
| Plata               |               |                            |
| Sigrun Petursdottir | Natación      | 25 m espalda C3 femenino   |
| Jonas Oskarson      | Natación      | 100 m espalda A2 masculino |
| Bronce              |               |                            |
| Haukur Gunnarsson   | Atletismo     | 200 m C7 masculino         |
| Haukur Gunnarsson   | Atletismo     | 400 m C7 masculino         |
| Sigrun Petursdottir | Natación      | 25 m libre C3 femenino     |
| Sigrun Petursdottir | Natación      | 50 m libre C3 femenino     |
| Oddny Ottarsdottir  | Natación      | 100 m libre C3 femenino    |
| A. Geirsdottir      | Natación      | 50 m braza 3 femenino      |
| E. Bergmann         | Natación      | 100 m braza 5 femenino     |
| H. Gunnarsdottir    | Tenis de mesa | Individual L3 femenino     |